# 요코스카 해군공창

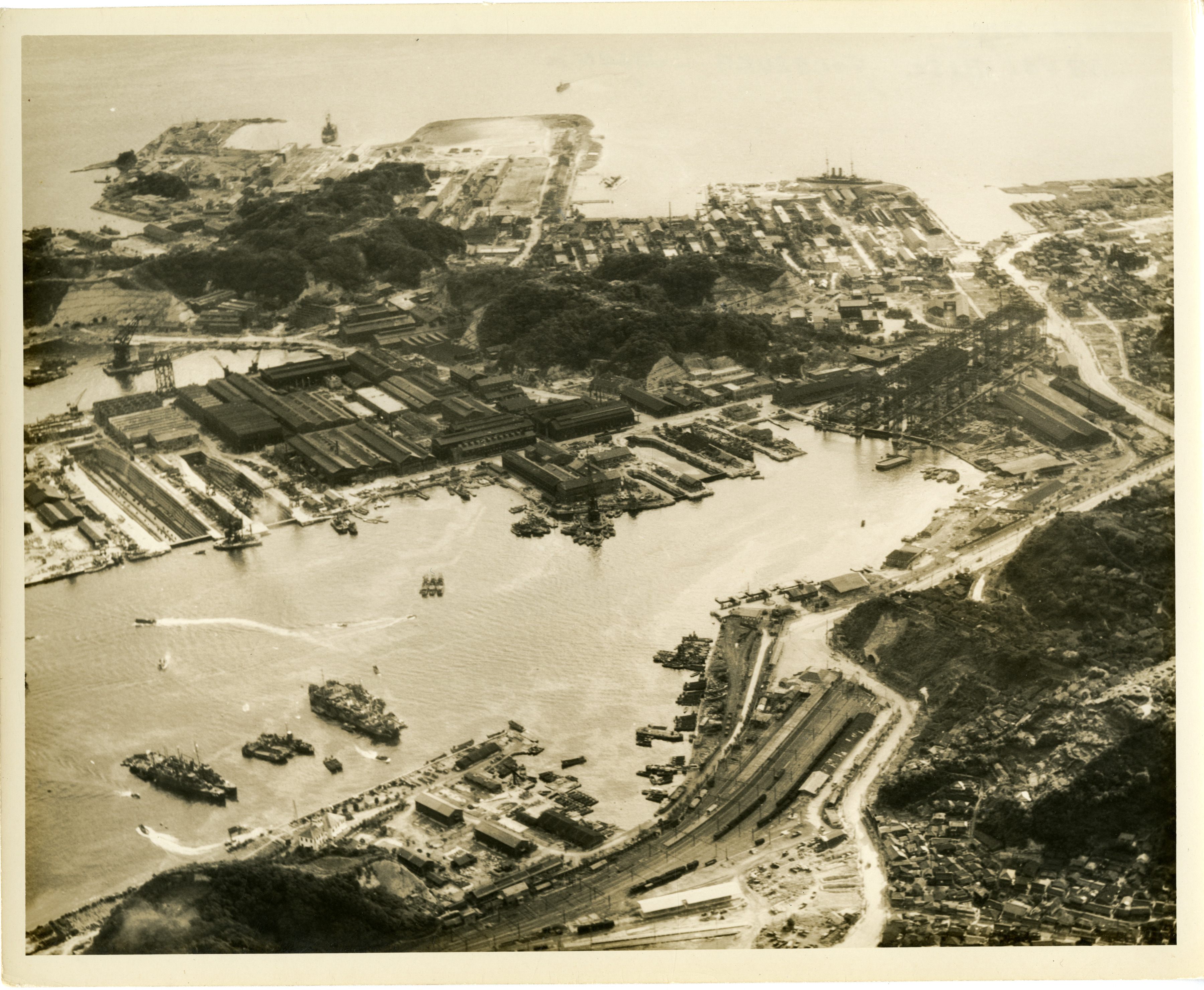
요코스카 해군 공창, 1944-45

요코스카 해군 공창(일본어: 横須賀海軍工廠 요코스카카이군코우쇼우[*])는 가나가와현 요코스카시에 있었던 일본의 해군조선소였다. 에도 막부 말기에 건설된 ‘요코스카 제철소’를 원류로 한다. (메이지 초기의 것은 전신인 ‘요코스카 조선소’(横須賀造船所) 참조)
메이지 시대 초기에는 유일한 관영 조선소로서 군함을 건조하였고, 쇼와 시대에는 항공모함을 건조하는 책임 조병창이기도 했다. 현재는 주일 미군의 요코스카 해군 시설(통칭 요코스카 기지)이다.

## 개요

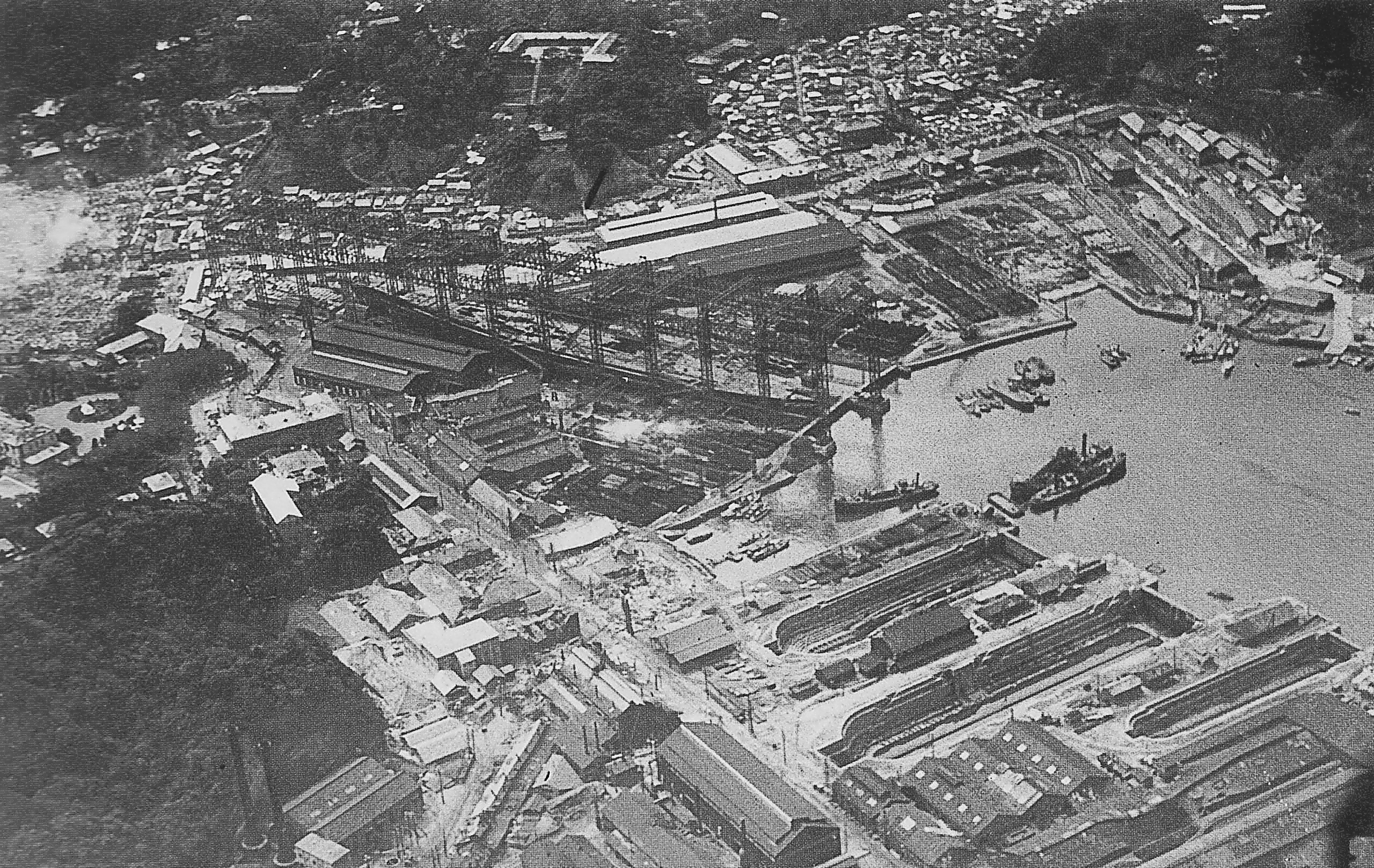
관동대지진 직후의 요코스카 해군 공창 부근의 모습, 1923

1866년(게이오 원년), 에도 막부가 요코스카 제철소를 건설한다. 메이지 유신 이후에 메이지 정부에 인계되어 1871년에 일본 제국 해군 소관의 ‘요코스카 조선소’가 된다. 1884년에 요코스카 진수부가 설치되면서 그 직할 조선소가 되었다. 1903년, 조직 개편으로 요코스카 해군 조선소가 탄생하여, 구레 해군 조선소(呉海軍工廠)와 함께 많은 함정을 건조했다.
제2차 세계 대전이 끝난 뒤에는 미군이 접수하여 요코스카 해군 시설(통칭 요코스카 기지)이 되어 함정 건조가 아니라 함정 수리 등이 이루어지고 있다. 미7함대 소속 군함의 사실상의 모항 역할을 하고 있다.
조병창의 상징인 갠트리 크레인을 포함한 제2선대는 1959년에 일본에 반환 스미토모 기계공업(현 스미토모 중기계공업)에 불하 요코스카 분 공장이 되었다. 그러나 시설 노후화, 오일 쇼크에 의한 경기 침체 등으로 갠트리 크레인은 해체되었고, 공장도 이후 폐쇄되었다. 부지는 현재의 ‘샤퍼스 플라자 요코스카(SHOPPERS PLAZA)’ 가 되었다.

## 연혁
- 1865년 (게이오 원년) 막부가 ‘요코스카 제철소’ 건설 시작
- 1868년 (메이지 원년) 메이지 정부가 접수, 건설을 인수
- 1870년 공부성 소관이 되었다
- 1871년 해군 소관의 ‘요코스카 조선소’로 개칭 1호 부두 완성 (현재도 현역)
- 1876년 최초의 일본산 군함 ‘세이키’ 준공
- 1884년 요코스카 진수부 설치. 조선소는 진수부 직할
- 1886년 ‘요코스카 해군조선소’로 개칭
- 1889년 ‘요코스카 진수부 조선부’로 개칭
- 1897년 ‘요코스카 해군 조선 공장’으로 개칭
- 1903년 11월 6일 ‘요코스카 병기창’과 합병 ‘요코스카 해군조선소’가 된다
- 1905년 3월 30일 일본 최초의 잠수정을 진수
- 1906년 10월 여자 노동자의 사용을 첫 허용
- 1909년 최초의 일본산 전함 ‘사츠마’ 준공
- 1913년 (다이쇼 2년) 제2선대에 갠트리 크레인 완성
- 1932년 4월 1일 항공기 부문이 ‘해군 항공 공장’으로 독립

### 전후
- 1945년 (쇼와 20년) 9월 미군이 접수
- 10월 15일 요코스카 해군 공창 폐지
- 1947년 미 해군 함선 수리 공장 (SRF) 설립, 많은 시설이 현재도 미군 관리 하에 있음

### 전후의 갠트리 크레인
- 1959년 제2선대 (갠트리 크레인)는 일본 정부에 반환
- 1960년 스미토모 기계 공업에 매각 요코스카 분공장이 됨
- 1975년 갠트리 크레인 해체
- 1978년 공장 통합을 위한 요코스카 분공장 폐쇄

## 건조된 주요 함정
- 어소함 : 지게이(迅鯨) [I]
- 군함 : 세이키(清輝)
- 포함 : 아마기 [I] 아타고 [I]
- 순양함 : 카이몬(海門), 텐류(天龍) [I], 가오슝 [II] 카츠라기 [I] 무사시 [II]
- 통보함 : 야에야마 [I] 치하야 [II]
- 전함 : 사츠마, 와치 [II], 야마시로(山城), 무츠
- 순양전함 : 쿠라마 [I], 히에이 [II]
- 방호순양함 : 하시다테[I] 스마 [I], 아카시 [I] 아키쓰시마 [I], 오토와, 니이타카
- 중순양함 : 묘코 , 가오슝 [Ⅳ] 鈴谷 [II]
- 경순양함 : 텐류[II] 노시
- 항공모함 : 鳳翔 (여비), 아마기 [II] (未成) 龍驤 [II] (여비), 히류[II] 翔鶴 [III] 祥鳳 (단장), 즈이 , 류호(龍鳳) (단장), 치요다 [ III (단장), 운류, 시나노
- 잠수모함 : 大鯨 , 剣埼
- 부설함 : 쓰가루 [II]
- 구축함

## 참고자료
- Jansen, Marius B. (2000). 《The Making of Modern Japan》. Harvard University Press. ISBN 0-674-00991-6. ISBN 9780674003347; OCLC 44090600
- Topkins, Tom (1981). 《Yokosuka, Base of an Empire》. Presidio Press. ISBN 0-89141-088-0.
- Teratani, Takeaki (1981). 《Kindai Nihon no zosen to kaigun: Yokohama, Yokosuka no kaijishi》. Seizando Shoten. ISBN 4-425-30131-5.